# La Légende du lac (film, 1972)
Pour plus de détails, voir Fiche technique et Distribution.
La Légende du lac (Sui woo juen) est un film hongkongais réalisé par Chang Cheh, sorti en 1972.
L'histoire est basée sur un épisode du roman Au bord de l'eau, l'un des quatre classiques de la littérature chinoise.
Considéré comme une superproduction selon les standards locaux de l'époque, il se caractérise par sa distribution rassemblant (souvent pour de simples caméos) la plupart des stars masculines du studio Shaw brothers.

## Synopsis
L'intrigue est une adaptation des chapitres 60 à 68 de la version de Jin Shengtan et concerne en particulier le personnage de Licorne-de-Jade (en) et la vengeance de la mort du chef des bandits des marais, Chao gai.

## Fiche technique
- Titre : La Légende du lac
- Titre original : 水滸傳 (Shuǐhǔ zhuàn)
- Titre anglais : The Water Margin
- Réalisation : Chang Cheh
- Scénario : Ni Kuang
- Société de production : Shaw Brothers
- Musique : Chen Yung-yu, Uriah Heep (non crédité) : extraits du morceau Salisbury
- Pays d'origine : Hong Kong
- Format : couleurs - 2,35:1 - son mono - 35 mm
- Genre : wu xia pian
- Durée : 120 minutes
- Date de sortie :
  - Hong Kong : 17 mars 1972
  - France : 11 avril 1979

## Distribution
- David Chiang : Yan Qing (en) dit "Le Prodigue"
- Ti Lung : Wu Song dit "Le Pélerin"
- Chen Kuan-tai : Shi Jin (en) dit "Le Dragon bleu"
- Wong Chung : Shi Xiu (en)
- Tetsurō Tanba : Lu Junyi (en) dit "La Licorne de jade"
- Ku Feng : Song Jiang (en) dit "Le Héraut de justice"
- Lily Ho : Hu-la-Troisième (en), dite "Vipère d'une toise"
- Li Hsiu-hsien : Zhang Shun (en), dit "l'Anguille Blanche".
- Fan Mei-sheng : Li Kui, dit "le Tourbillon Noir"
- Wu Ma : Shi Qian (en)
- Ching Miao : maître Zeng
- Tsang Choh-lam : un aubergiste